# Марабдинская битва
Марабдинская битва состоялась 30 июня 1625 года (по другим данным днём позже), в ней армия Сефевидов нанесла поражение грузинским войскам. Это сражение произошло после Марткопской битвы, состоявшейся в том же году, в которой иранская армия была разгромлена.

## Контекст
Это сражение стало следствием Картли-Кахетинского восстания 1625 года, когда Теймураз I поднял второй за свою жизнь бунт против Сефевидского государства. Персидский шах Аббас I Великий отправил большую армию под командованием Исы-хана Сефеви (курчи-баши) для подавления восстания и сделал его командующим сефевидскими силами в Грузии. Аббас I приказал наместникам Сефевидов на Кавказе помогать Исе-хану. В армию Сефевидов входили также беглербеги Ширвана и Эривана, а также воины из северного и центрального Ирана. Шах Аббас I командовал походом из южного Азербайджана, где он расположился лагерем.

## Подготовка
Иранская армия перешла на территорию Грузии в конце июня 1625 года и расположилась лагерем в долинах реки Алгети на равнинах Марабды. Царь Теймураз I и Георгий Саакадзе собрали войско в 20 тысяч человек и расположились лагерем на равнине Коджори-Табахмела. Иранцы ждали подхода Шаха Бенде-хана, беглербега Азербайджана, и, следовательно, пока не планировали начинать наступление. Грузинские же военачальники спорили о стратегии, которую они будут использовать в бою. Георгий Саакадзе настаивал на том, чтобы дождаться нападения персов, чтобы использовать ландшафт равнин Марабды, в то время как царь Теймураз I предлагал обратное. В конце концов, план Теймураза оказался предпочтительнее плана Георгия, и поэтому битва началась под личным царским командованием с отстранением Георгия Саакадзе от командования.

## Битва
Персы были готовы к атаке: сангары уже были выстроены, впереди были расставлены артиллерийские орудия, за которыми в четыре ряда стояли мушкетеры. Фронт персов был поставлен под предводительство Амиргуны-хана, а центром армии командовал Иса-хан Сефеви. Ночью грузины спустились с Табахмелского нагорья и на рассвете атаковали персидские укрепления. Мушкетёры и артиллерия нанесли противнику тяжёлые потери, но не смогли остановить грузинскую атаку, которая прорвала фронт и уничтожила иранский авангард, смертельно ранив Амиргуну-хана. Грузины сумели прорвать линию персидской пехоты и начали массированное наступление на центр армии Исы-хана. В пылу сражения персидские фланги не смогли помочь центру, отделились от основных сил и, согласно плану Теймураза, обратились в бегство. Победа грузин казалась почти неизбежной, но Иса-хан и его личная гвардия всё ещё упорно пытались остановить их наступление. После того как большая часть персидской армии была разгромлена, а остальная её часть оказался в окружении, один из грузинских флангов оказался вне линии соприкосновения с противником и начал праздновать свою скорую победу. В то же время кавалерия Теймураза I отошла от основного поля боя, преследуя отступающих персов. Кызылбаши воспользовались этим преимуществом, собрали свои разорванные силы, сосредоточили их вокруг личной гвардии Исы-хана, а затем предприняли мощную контратаку на грузин. Используя вновь прибывшие подкрепления под командованием Шах Бенде-хана (сефевидского наместника в Азербайджане), Иса-хан Сефеви сумел прорвать поредевшие грузинские линии и разгромить их войска, двигаясь в направлении Коджорийских ущелий.

## Итог
Поражение под Марабдой обошлось грузинам очень дорого, погибло много знати и опытных военачальников, верных Теймуразу I. Основными причинами поражения стали недисциплинированные действия повстанцев и использование устаревшего вооружения. Несмотря на сокрушительное поражение, грузины продолжали вести партизанскую войну против персов. Обошедшаяся дорогой ценой победа персов под Марабдой не позволила им подавить в целом восстание в Кахетии. Вскоре после поражения грузинам удалось устроить засаду и убить Шах Бенде-хана. Теймураз вместе со своими соратниками активно продолжал выступать против персидской гегемонии в Грузии. Политическое и военное маневрирование Теймураза I фактически привело к восстановлению автономии в восточной Грузии и возвращению трона Кахетии самому Теймуразу I.